# Asplenium duesenii
Asplenium duesenii là một loài dương xỉ trong họ Aspleniaceae. Loài này được Luerss. ex Bonap. mô tả khoa học đầu tiên năm 1923.
Danh pháp khoa học của loài này chưa được làm sáng tỏ. 